# Abhyasa
Abhyasa, é um termo sânscrito (devanagari) e refere-se a uma prática regular e constante por um longo período de tempo. Ele é a prescrição para atingir a iluminação. Pátañjali o descreveu em seu Yoga Sutras, e Krishna falou sobre ele no Bhagavad Gita como um método essencial para o controle da mente. Outros métodos seriam a Vairagya (dissipação), ou a renúncia.
O abhyasa yoga compara a mente, ou psique, a um fluxo em duas direções. Um começa na ignorância e termina na reencarnação, outro começa na concentração e termina na libertação.  O último é atingido pela renúncia, e a prática da concentração (viveka), que abre possibilidades infinitas para evolução.
O Shiva-samhita (4.9) "Através da pratica vem a perfeição, através da contemplação vem a libertação."